# Enric Padrosa i Campderrich
Enric Padrosa i Campderrich (Barcelona, 10 de gener de 1937 - Barcelona, 18 d'agost de 2022) fou un activista polític català, militant del Front Nacional de Catalunya, el Partit Socialista d'Alliberament Nacional i Nacionalistes d'Esquerra.

## Trajectòria
Nascut el 10 de gener de 1937 a la ciutat de Barcelona, estudià el batxillerat a les Escoles Pies i, en acabat, cursà estudis sobre peritatge mercantil. L'any 1960 ingressà com a militant del Front Nacional de Catalunya (FNC) i es responsabilitzà de l'organització dels nuclis del partit clandestí. En aquesta línia, l'any 1963 es convertí en el responsable del Servei de Coordinació Comarcal de l'organització i el novembre del mateix any, en un pis de la plaça del Pedró, al barri del Raval, on vivia la també militant Núria Codina, s'hi dugué a terme la Primera Conferència Intercomarcal del FNC, amb representació de més de 10 comarques. Posteriorment, integrà el seu Consell Nacional i la seva Executiva fins que abandonà l'organització.
El 21 de juliol de 1968, en una sessió monogràfica sobre qüestions polítiques, es precipità l'escissió dels joves militants respecte dels quadres veterans. En aquella reunió del Consell Nacional, Joan Cornudella, en representació del Consell Executiu, expressà la incapacitat de redactar un informe polític per «manca d'unanimitat» sobre el contingut. Aquest fet fixà les bases de l'escissió, de la qual formà part Padrosa, i que, posteriorment, esdevindria el Partit Socialista d'Alliberament Nacional (PSAN). Tanmateix, durant aquest impàs orgànic, fou detingut a la manifestació de la Diada Nacional de Catalunya de 1968, juntament amb altres militants de l'òrbita independentista i, per aquesta raó, jutjat i empresonat pel Tribunal d'Ordre Públic d'acord amb la Llei de terrorisme i bandidatge. Durant aquella època final al FNC es diplomà en ciències polítiques a través d'Estudis Investigacions Societat Anònima (EISA).
Entre 1969 i 1977 milità al PSAN i en formà part de la seva Executiva. A les acaballes d'aquest període, entre 1976 i 1977, dedicà grans esforços a fer del II Congrés de Cultura Catalana un èxit als barris de Barcelona. Anys després, el 16 de desembre de 1979, fundà el partit polític Nacionalistes d'Esquerra amb altres antics integrants del PSAN i participà com a membre del seu Secretariat, acompanyat d'activistes de renom com Joan Albert Abril, Jordi Carbonell, Josep Ferrer, Jaume Fuster, Josep M. López Llaví, Marc Palmés, Miquel Peiró i Jordi Vilanova. Paral·lelament a la seva activitat política, entre 1977 i 1986 col·laborà activament en els Consells Populars de Cultura Catalana.
A través de la seva participació en la Xarxa d'Entitats Cíviques dels Països Catalans es convertí en el principal impulsor de la restitució de les Quatre Columnes, obra de Josep Puig i Cadafalch enderrocada pel general espanyol Miguel Primo de Rivera, situada a la muntanya de Montjuïc de Barcelona. Padrosa expressà públicament que aquest complex escultòric es tractava d'un «homenatge a tots els patriotes de tots els temps», una espècie de monument als caiguts per la defensa i el testimoni de Catalunya. Un cop assolida la fita, anà abandonant la seva participació en espais polítics, tot i que dedicà els seus darrers anys a l'Associació Josep-Narcís Roca i Ferreres, la qual arribà a presidir. Morí el 18 d'agost de 2022 a la seva ciutat natal, als 85 anys. L'endemà, a partir de les 15 hores, se l'acomiadà en una sala de vetlla al tanatori de les Corts de Barcelona.